# 2005年中華民國全國運動會
2005年中華民國全國運動會，通稱94年雲林全運會，是於2005年10月15日至10月20日在雲林縣舉行的第4屆中华民国全国运动会。

## 參賽單位
參賽隊伍共合計25個縣市代表隊，包括：
- 2個直轄市：臺北市、高雄市
- 臺灣省21個縣市：臺北縣、桃園縣、新竹縣、苗栗縣、臺中縣、彰化縣、南投縣、臺東縣、花蓮縣、雲林縣、嘉義縣、臺南縣、高雄縣、屏東縣、宜蘭縣、澎湖縣、基隆市、新竹市、臺中市、嘉義市、臺南市
- 福建省2個縣：金門縣、連江縣

## 比賽場館
| 項目              | 場館                  | 地址                                           |
| ----------------- | --------------------- | ---------------------------------------------- |
| 田徑 開、閉幕典禮 | 斗南田徑場            | 雲林縣斗南鎮大同路150號                        |
| 馬拉松            | 78號東西向快速道路    | 78號東西向快速道路                             |
| 自行車            | 台中縣自由車場        | 台中縣清水鎮大街路觀音巷38-6號                 |
| 公路賽            | 雲林縣境古坑鄉        | 雲林縣華山至樟湖路段                           |
| 公路計時          | 78號東西向快速道路    | 78號東西向快速道路                             |
| 登山賽            | 高雄縣鳳山水庫        | 高雄縣鳳山水庫                                 |
| 水上運動（游泳）  | 高雄市國際標準游泳池  | 高雄市中正一路94巷1號                          |
| 水上運動（跳水）  | 高雄市國際標準游泳池  | 高雄市中正一路94巷1號                          |
| 水上運動（水球）  | 高雄市國際標準游泳池  | 高雄市中正一路94巷1號                          |
| 帆船              | 屏東縣大鵬灣內瀉湖    | 屏東縣東港鎮船頭里大潭路169號                  |
| 划船              | 宜蘭冬山河            | 宜蘭縣五結鄉協和路20-36號                      |
| 跆拳道            | 西螺農工體育館        | 雲林縣西螺鎮大同路4號                          |
| 柔道              | 二崙國中              | 雲林縣二崙鄉中正路88號                         |
| 空手道            | 元長國中              | 雲林縣元長鄉南村元南路16號                     |
| 武術              | 林內國中              | 雲林縣林內鄉烏麻村長源200號                    |
| 角力              | 東勢國中              | 雲林縣東勢鄉東榮路65號                         |
| 舉重              | 崙背國中              | 雲林縣崙背鄉大成路91號                         |
| 拳擊（男子）      | 南陽國小              | 雲林縣北港鎮光明路59號                         |
| 射箭              | 大寮靶場              | 高雄縣大寮鄉會社村鳳林三路21巷111號            |
| 擊劍              | 燦林國小              | 雲林縣水林鄉水北村水林路6號                    |
| 體操、韻律體操    | 雲林縣立體育館        | 雲林縣斗六市大學路三段600號                    |
| 羽球              | 西螺國中              | 雲林縣西螺鎮興農西路217號                      |
| 網球              | 西螺運動公園          | 雲林縣西螺鎮修文路102號                        |
| 軟式網球          | 雲林科技大學          | 雲林縣斗六市大學路三段123號                    |
| 桌球              | 崇德國中              | 雲林縣虎尾鎮文科路1530號                       |
| 保齡球            | 大雲林保齡球館        | 雲林縣斗六市西平路161之1號                     |
| 排球（男子）      | 北港體育館            | 雲林縣北港鎮成功路1號                          |
| 排球（女子）      | 北辰國小              | 雲林縣北港鎮新街里成功路30號                   |
| 沙灘排球          | 北辰國小              | 雲林縣北港鎮新街里成功路30號                   |
| 高爾夫            | 台南縣嘉南高爾夫球場  | 台南縣官田鄉社子村6双21號                      |
| 曲棍球            | 環球技術學院          | 雲林縣斗六市嘉東里鎮南路1221號                 |
| 手球              | 台西國中              | 雲林縣台西鄉中山路408號                        |
| 籃球              | 雲林科技大學          | 雲林縣斗六市大學路三段123號                    |
| 足球（男子）      | 雲林科技大學          | 雲林縣斗六市大學路三段123號                    |
| 足球（女子）      | 崇先中學              | 雲林縣大埤鄉尚義村6號                          |
| 橄欖球（男子）    | 褒忠國小              | 雲林縣褒忠鄉中勝路72號                         |
| 棒球（男子）      | 斗六國際棒球場        | 雲林縣斗六市明德北路2段85號                    |
| 壘球（女子）      | 馬光國中 二崙運動公園 | 雲林縣土庫鎮和平街101號 雲林縣二崙鄉中正路88號 |
| 現代五項          | 高雄左營訓練中心      | 高雄市左營區中海路2號                          |
| 輕艇              | 宜蘭冬山河            | 宜蘭縣五結鄉協和路20-36號                      |

## 競賽項目
相較於上屆，本屆競賽種類新增現代五項，刪除馬術，仍維持34種運動。
|  | - 水上運動 - 射箭 - 田徑 - 羽球 - 棒球 - 籃球 - 健美 - 保齡球 - 拳擊 |  | - 撞球 - 自由車 - 擊劍 - 足球 - 高爾夫 - 體操 - 手球 - 曲棍球 - 柔道 |  | - 空手道 - 划船 - 橄欖球 - 帆船 - 射擊 - 壘球 - 軟式網球 - 桌球 - 跆拳道 |  | - 網球 - 排球 - 舉重 - 角力 - 武術 - 現代五項 - 輕艇 |

## 外部連結
- 94全國運動會網站（網址已失效）
- 94年全國運動會成果報告 （页面存档备份，存于）